# Vernal
Pour les articles homonymes, voir Vernal (homonymie).
La ville américaine de Vernal est le siège du comté de Uintah, dans l’État de l’Utah. Sa population a été estimée à 9 817 habitants en 2012. C’est la localité la plus peuplée du comté.

## Histoire
À la différence des autres localités de l’État, Vernal n’a pas été établie par les mormons. En effet, Brigham Young a envoyé des éclaireurs en 1861 mais, découragé par leur rapport, ne s’est pas intéressé à la région. La même année, le président Abraham Lincoln a fait de la zone une réserve indienne. Le capitaine Pardon Dodds en était l’agent. Lorsqu’il prend sa retraite, il s’installe dans la région en 1873 avec Morris Evans et John Blankenship, deux employés du Bureau des affaires indiennes.
L’Église de Jésus-Christ des saints des derniers jours a aidé à l’établissement de Vernal en tant que ville en 1884. Vernal, dont le nom a été choisi par l’administration postale, n’a été incorporée qu’en 1897.

## Économie
L'économie de Vernal est basée sur l'extraction de ressources naturelles, parmi lesquelles le pétrole, le gaz naturel, le phosphate, et l'asphaltite (en) Ceci a conduit à l'implantation d'établissements de sociétés telles que Halliburton et Schlumberger.
Le tourisme joue aussi un rôle dans l'économie de Vernal, du fait de l'enracinement de la ville dans la conquête de l'Ouest, et de la présence d'un grand site d'anciens dinosaures fossiles. Vernal et ses alentours sont connus des amateurs d'activités de plein-air, la ville étant proche de nombreux sites de pêche, de pêche à la mouche, de chasse notamment.

## Source et références
- (en) Cet article est partiellement ou en totalité issu de l’article de Wikipédia en anglais intitulé « Vernal, Utah » (voir la liste des auteurs).

1. 1 2 3  (en) « Vernal, Utah », CNNMoney, 19 mars 2013 (consulté le 20 mars 2013).